# 1932 en musique
| \| • Retour à la chronologie générale de la musique populaire • \| |
| XXIe siècle • XXe siècle • XIXe siècle • XVIIIe siècle XVIIe siècle • XVIe siècle • XVe siècle • XIVe siècle XIIIe siècle • XIIe siècle • XIe siècle • Xe siècle IXe siècle • VIIIe siècle • Haut Moyen Âge • Rome • Grèce |
| • Retour à la chronologie générale de la musique populaire • |

| • Retour à la chronologie générale de la musique populaire • |

| Années de la musique populaire : 1929 - 1930 - 1931 - 1932 - 1933 - 1934 - 1935    |
| Décennies de la musique populaire : 1900 - 1910 - 1920 - 1930 - 1940 - 1950 - 1960 |

Cet article présente les faits marquants de l'année 1932 en musique.

## Événements
- Création de la chanson April in Paris de Vernon Duke et Yip Harburg dans la revue musicale Walk a Little Faster.
- Gaston Ouvrard crée Je n'suis pas bien portant, chanson de Vincent Scotto, Géo Koger et Ouvrard.
- Maurice Chevalier chante Mimi dans le film musical Aimez-moi ce soir.
- Fred Astaire enregistre Night and Day de Cole Porter, chanson qu'il a créée à Broadway dans la comédie musicale Gay Divorce.
- Thomas A. Dorsey écrit la chanson de gospel Take My Hand, Precious Lord.
- Louis Armstrong enregistre You Rascal You.
- 8 décembre : Le Ray Noble Orchestra enregistre Try a Little Tenderness.
- Irving Berlin compose How Deep Is the Ocean?, devenu un standard du jazz.

## Naissances
- 8 février : John Williams, compositeur américain de musiques de films
  - 24 février :
- Michel Legrand, compositeur et interprète français de jazz et de musiques de films († 26 janvier 2019).
- Maya Kristalinskaya, chanteuse soviétique († 19 juin 1985).
- 26 février : Johnny Cash, chanteur américain de musique country († 12 septembre 2003).
- 9 avril : Carl Perkins, chanteur et guitariste de rock 'n' roll américain († 19 janvier 1998).
- 28 septembre : Victor Jara, guitariste et chanteur chilien († 16 septembre 1973).
- 1er octobre : Albert Collins, guitariste et chanteur de blues américain († 24 novembre 1993).
- 16 octobre : Claude Léveillée, Acteur, pianiste, compositeur, auteur-compositeur-interprète Québécois († 9 juin 2011).
- 15 novembre : Petula Clark, chanteuse, compositrice et actrice britannique.

## Décès
- 26 septembre : Pierre Degeyter, compositeur belge, auteur de L'Internationale (° 8 octobre 1848)